# YOUNG AND PRETTY
YOUNG AND PRETTY（ヤング・アンド・プリティ）は、日本のロックバンド、THE BLUE HEARTSの2枚目のアルバムである。1987年11月21日にメルダックよりリリースされた。
2007年に、「アナログジャケット完全復刻!」として年内限定発売（再発）された。その後2010年に、25周年企画の一環で、再び期間限定で再発が決まった。
2011年1月12日に、結成25周年記念として、メルダック時代のアルバム3作品（THE BLUE HEARTS、YOUNG AND PRETTY、TRAIN-TRAIN）がデジタルリマスタリングされ、発売された。メルダック作品以降の作品はデジタルリマスタリングされて発売されたが、メルダック作品は長年リマスタリングされなかったため、ファンにとっては待望の一枚である。

## 内容
収録曲の約半分は、アマチュア時代からの曲。前作との違いはプロデューサーに佐久間正英を起用、真島がメインボーカルを務める曲が初収録、甲本のブルースハープの使用曲が多いこと、そしてキーボードの導入などが挙げられる。
このアルバムのための新曲は、「遠くまで」「星をください」「英雄にあこがれて」の3曲。収録予定が告知されていたインディーズ時代からの楽曲「窓をあけよう」「ほんの少しだけ」は収録を外され、そのまま未発表となった。
8ビート以外のリズムの楽曲が増えたことにより、レコーディング作業は難航。なかなかOKを出さない佐久間に甲本は、「ブルーハーツのレコードなんだから、等身大の技術でええんじゃないの」と弱りきるなど、このアルバムのレコーディングでメンバーは、自分達の技術不足を思い知ったという。

## 収録曲
| 全編曲: THE BLUE HEARTS。 |                                              |            |       |
| #                         | タイトル                                     | 作詞・作曲 | 時間  |
| 1.                        | 「キスしてほしい（トゥー・トゥー・トゥー）」 | 甲本ヒロト | 3:14  |
| 2.                        | 「ロクデナシII（ギター弾きに部屋は無し）」   | 真島昌利   | 2:15  |
| 3.                        | 「スクラップ」                               | 真島昌利   | 2:39  |
| 4.                        | 「ロクデナシ」                               | 真島昌利   | 3:17  |
| 5.                        | 「ロマンチック」                             | 甲本ヒロト | 3:50  |
| 6.                        | 「ラインを越えて」                           | 真島昌利   | 6:39  |
| 7.                        | 「チューインガムをかみながら」               | 真島昌利   | 2:43  |
| 8.                        | 「遠くまで」                                 | 真島昌利   | 3:20  |
| 9.                        | 「星をください」                             | 甲本ヒロト | 3:01  |
| 10.                       | 「レストラン」                               | 甲本ヒロト | 3:01  |
| 11.                       | 「英雄にあこがれて」                         | 甲本ヒロト | 3:49  |
| 12.                       | 「チェインギャング」                         | 真島昌利   | 5:58  |
| 合計時間:                 | 合計時間:                                    | 合計時間:  | 43:46 |

### 楽曲解説
1. 「キスしてほしい (トゥー・トゥー・トゥー)」
2. 「ロクデナシII（ギター弾きに部屋は無し）」
歌詞は真島が部屋を探していた際、不動産屋に尽く断られたという実話が元になっている。
1986年7月4日日比谷野音でのライブで初披露。
3. 「スクラップ」
収録曲の中では「ロマンチック」に次いで古い、ブルーハーツ結成時からの曲。
4. 「ロクデナシ」
5. 「ロマンチック」
収録曲の中では一番古い。ヒロトの前バンド「ザ・コーツ」時代の曲。
6. 「ラインを越えて」
初めてオリジナルアルバムで真島がメインボーカルをとった曲である。
ブルーハーツのベスト盤、SUPER BESTの歌詞カードでは一部歌詞に間違った表記がある。
7. 「チューインガムをかみながら」
8. 「遠くまで」
ライブで演奏されてきたレパートリーではなく、アルバム用の新曲としてレコーディングされた。
それまでのブルーハーツには無いリズムで、ドラムの梶原は何度となく佐久間氏にダメ出しをされたと、当時、マネージャー・谷川氏は話していた。
9. 「星をください」
「遠くまで」と同じく、アルバム用の新曲。野外でのライブ・イベントで演奏される事が多かった。
2000年に映画「不貞の季節」（原作：団鬼六、主演：大杉漣）の主題歌に起用された。
10. 「レストラン」
85年結成当初から演奏されてきた曲で、ブルーハーツにとっては初めてのスカ・チューン。
初披露後数回のライブでは真島のコーラスが入るなど、少し演奏が違うところがあった。
11. 「英雄にあこがれて」
アルバム用に作られた新曲。ライブで演奏された際は間奏時にメンバー紹介が行われる事が多かった。
2015年1月期の独立局系深夜アニメ『ローリング☆ガールズ』の挿入歌としてTHE ROLLING GIRLS（小澤亜李、日高里菜、種田梨沙、花守ゆみり）がカヴァーしている。
12. 「チェインギャング」
「キスしてほしい（トゥー・トゥー・トゥー）」のB面曲。
歌詞が問題となり、ファーストに収録されなかった曲。メジャーデビュー前の歌詞と少し違うバージョン。
曲名はサム・クックの同名曲からとられている。
この曲は、真島が、自分が自暴自棄になったときに作った曲だと語っている。
後年SMAPの中居正広がテレビ番組で歌い、話題となった。
最後のフレーズが違うバージョンもある。（未発表）

## 参加ミュージシャン
THE BLUE HEARTS
- 甲本ヒロト - ボーカル、ブルースハープ
- 真島昌利 - ギター、ボーカル (#6,#12)、コーラス
- 河口純之助 - ベース
- 梶原徹也 - ドラム
- 佐久間正英 - キーボード（プロデューサー）